# Flammersfeld
Flammersfeld là một đô thị thuộc huyện Altenkirchen, trong bang Rheinland-Pfalz, phía tây nước Đức. Đô thị Flammersfeld có diện tích 4,06 km², dân số thời điểm ngày 31 tháng 12 năm 2006 là 1121 người. Đô thị này tọa lạc ở Westerwald, cự ly khoảng 35 km về phía bắc của Koblenz.
Flammersfeld là thủ phủ của Verbandsgemeinde ("đô thị tập thể") Flammersfeld.